# Liste der Auslandsvertretungen Marokkos

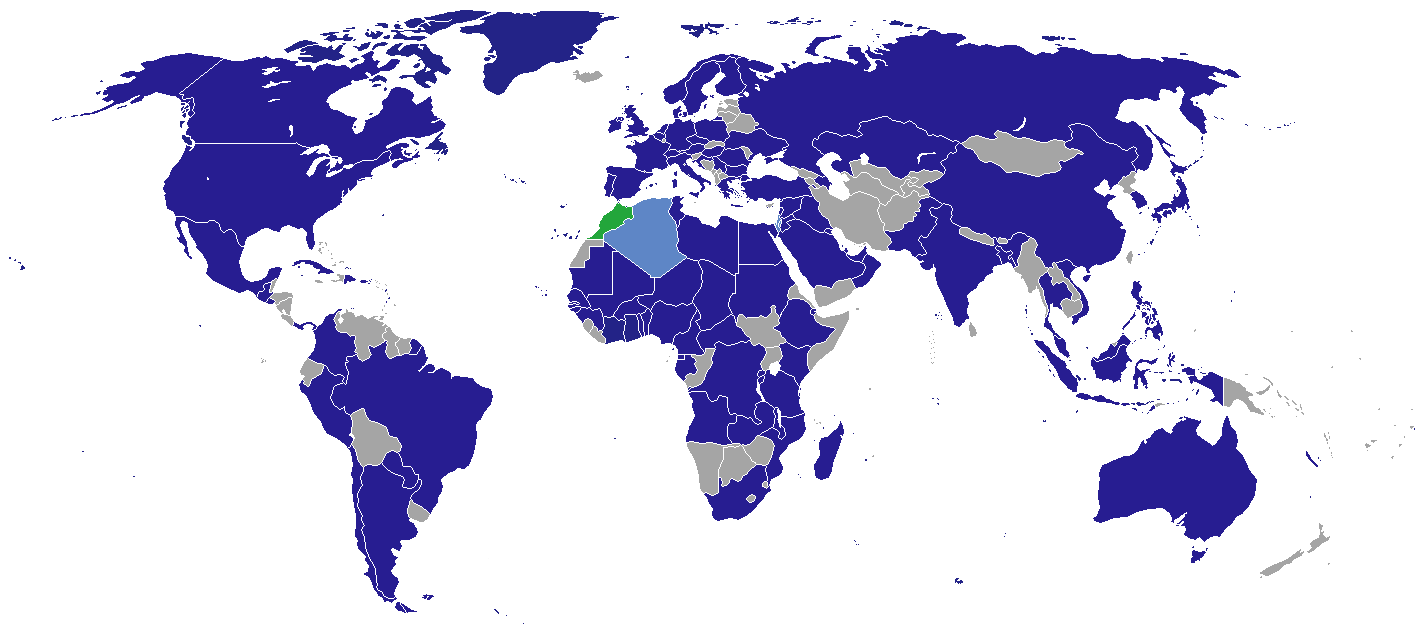
Standorte der diplomatischen Vertretungen Marokkos

Dies ist eine Liste der diplomatischen und konsularischen Vertretungen Marokkos.

## Diplomatische und konsularische Vertretungen

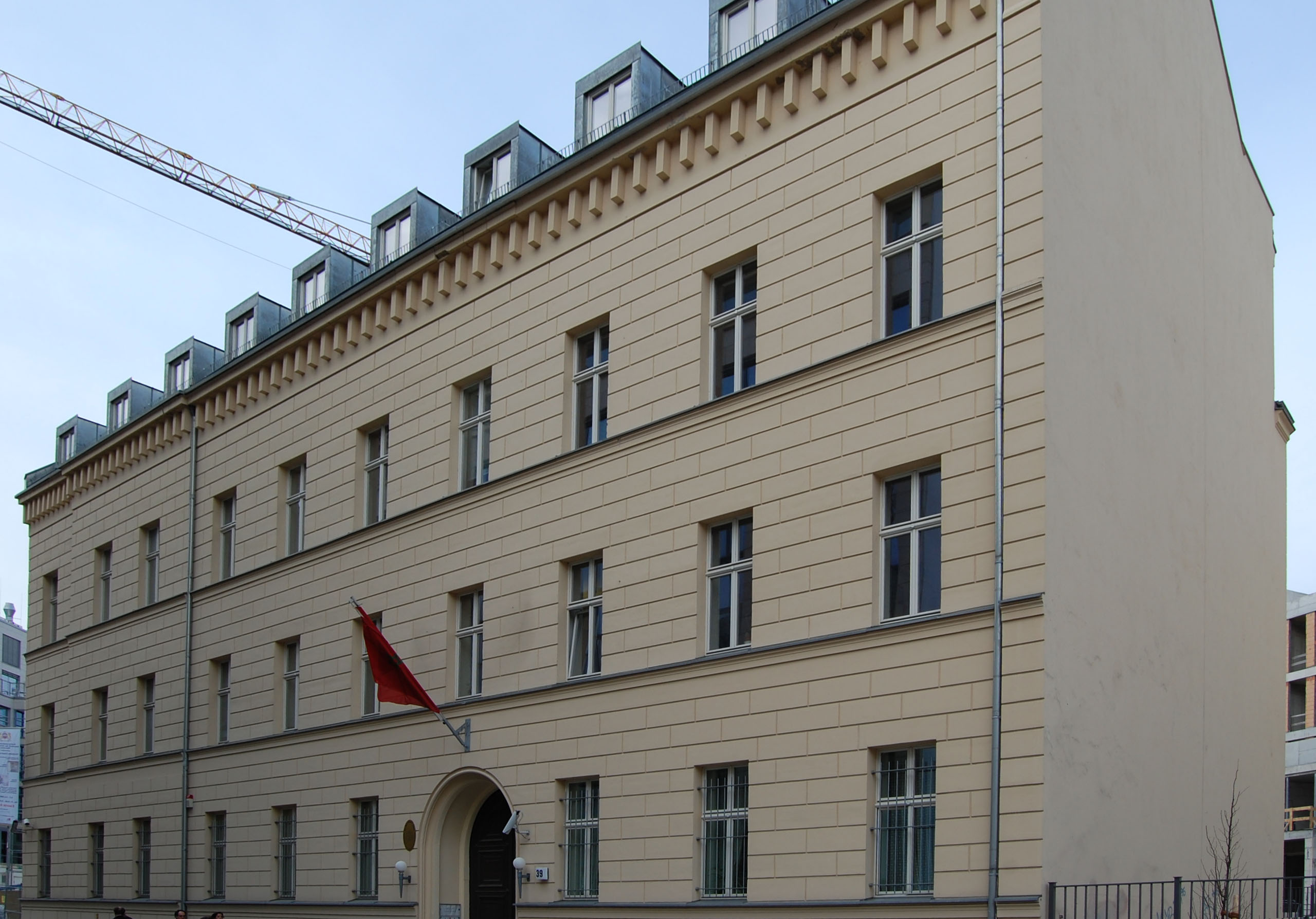
Marokkanische Botschaft in Berlin

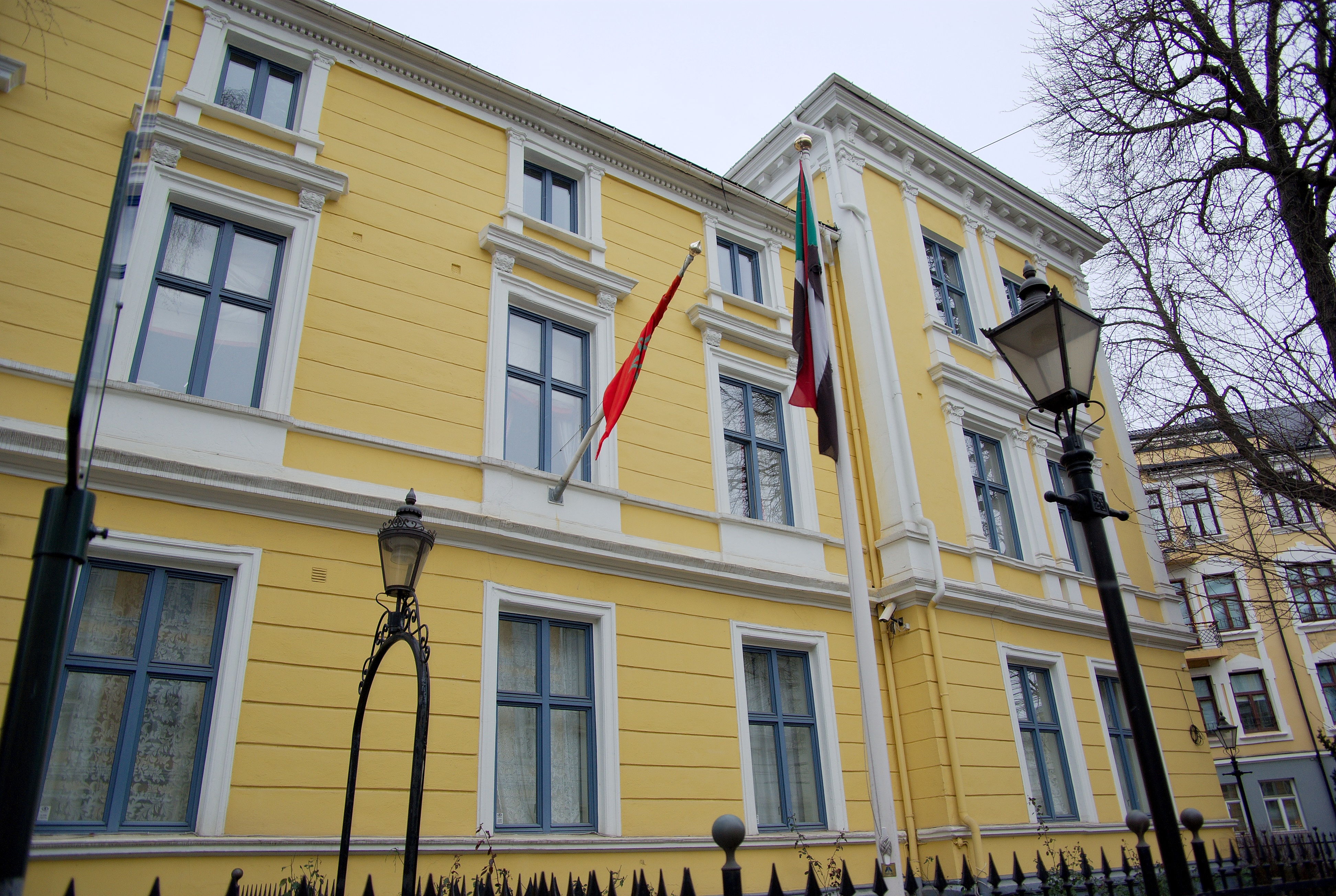
Marokkanische Botschaft in Oslo

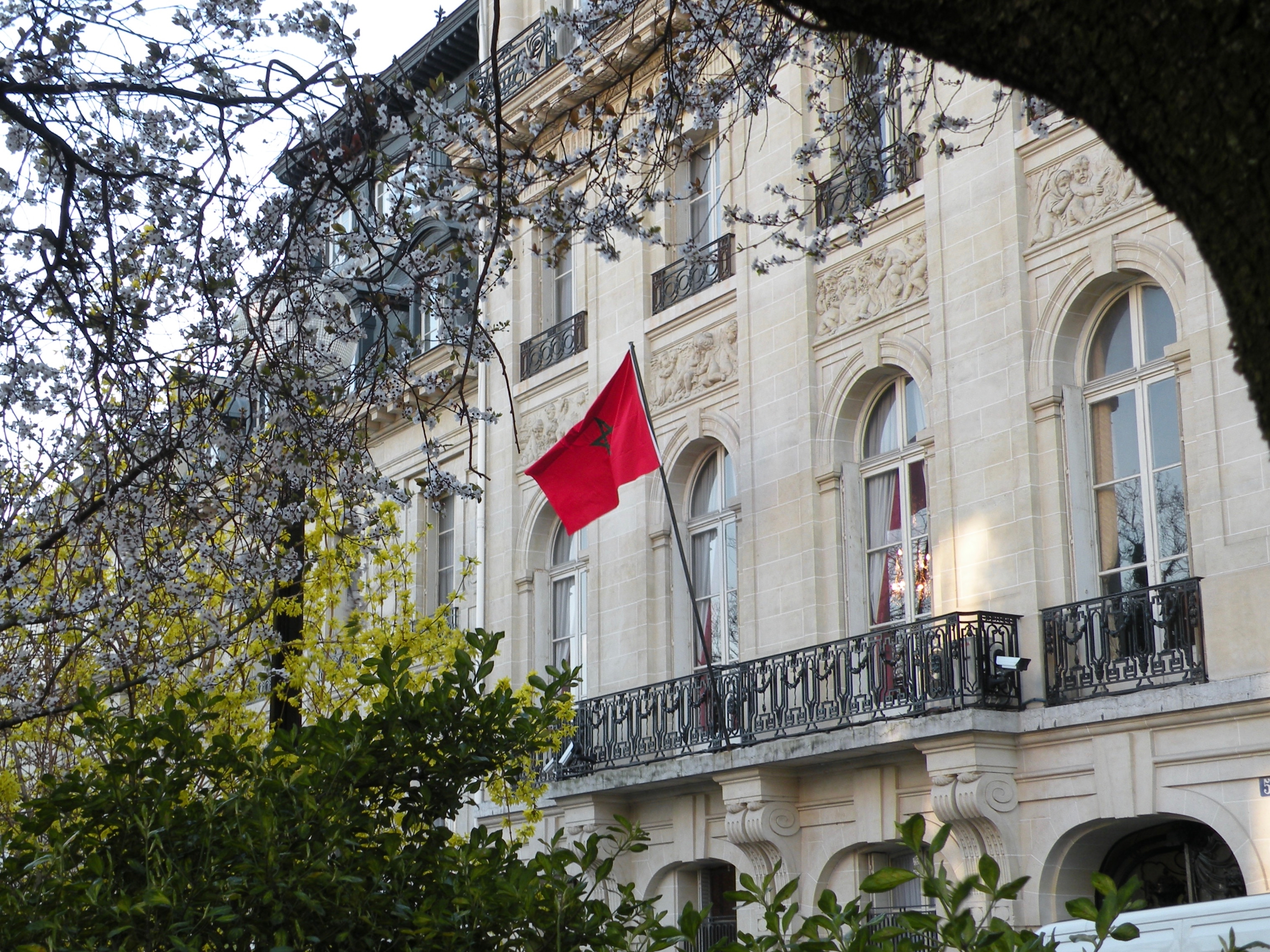
Marokkanische Botschaft in Paris

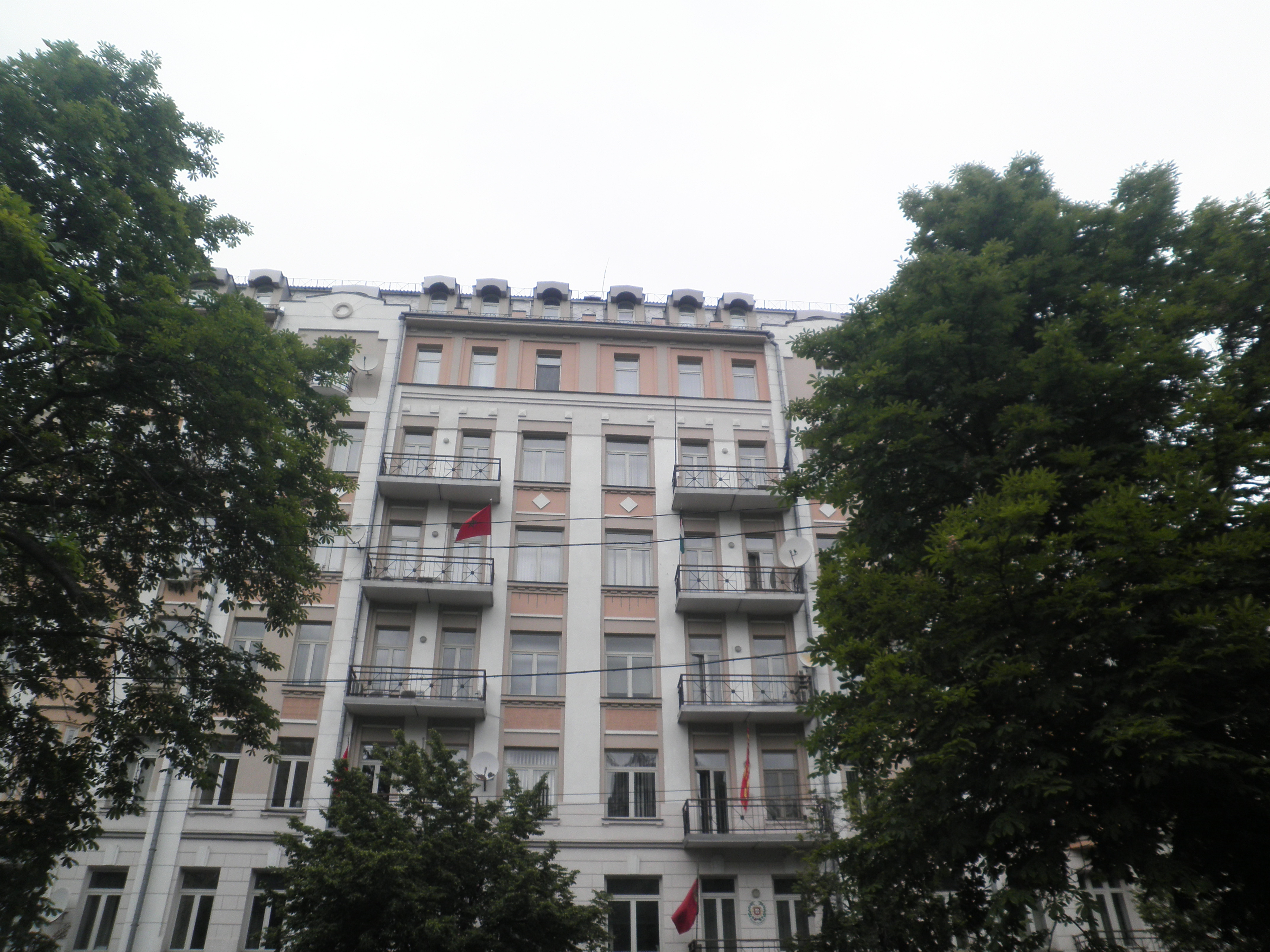
Marokkanische Botschaft in Kiew

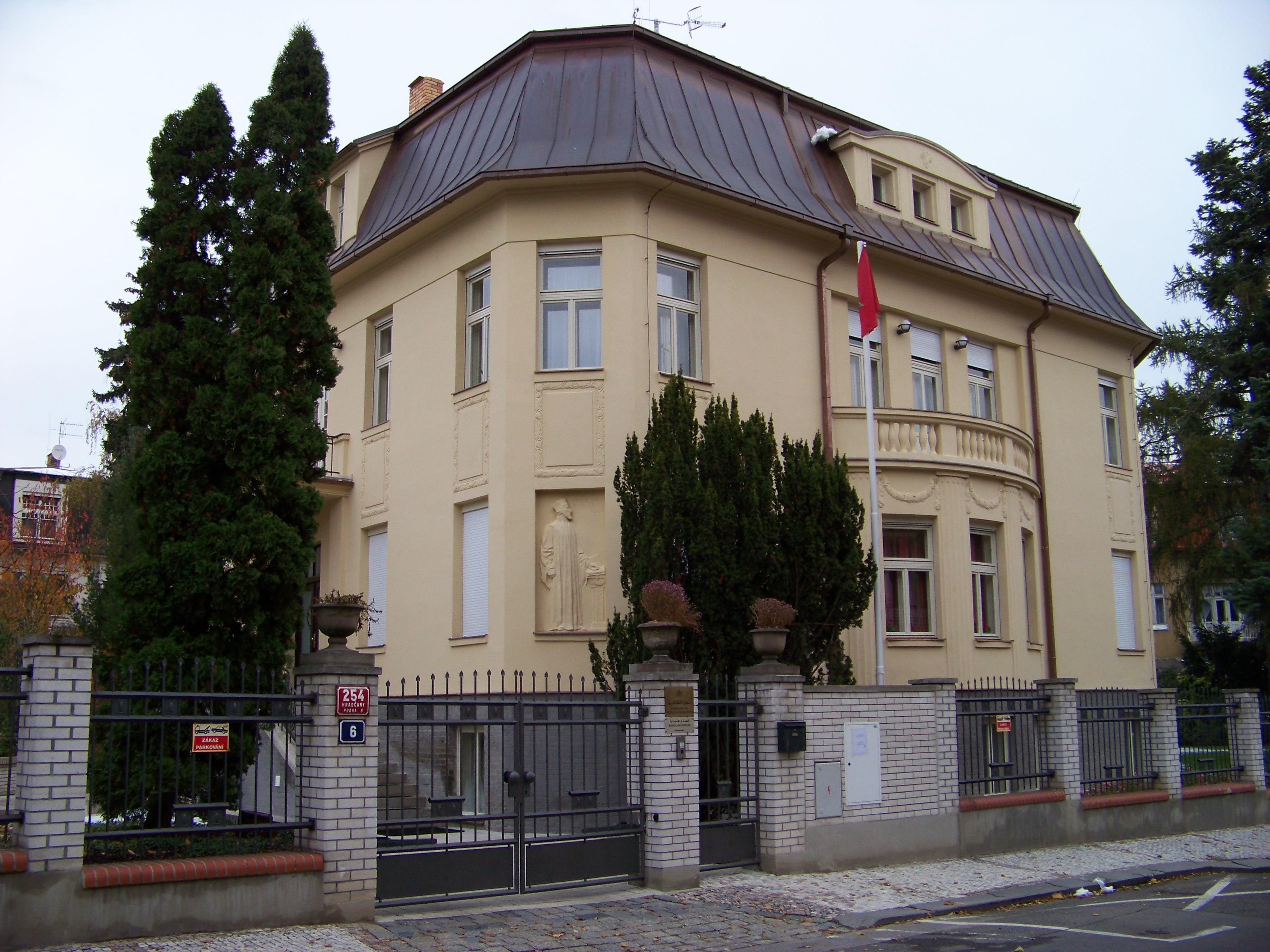
Marokkanische Botschaft in Prag

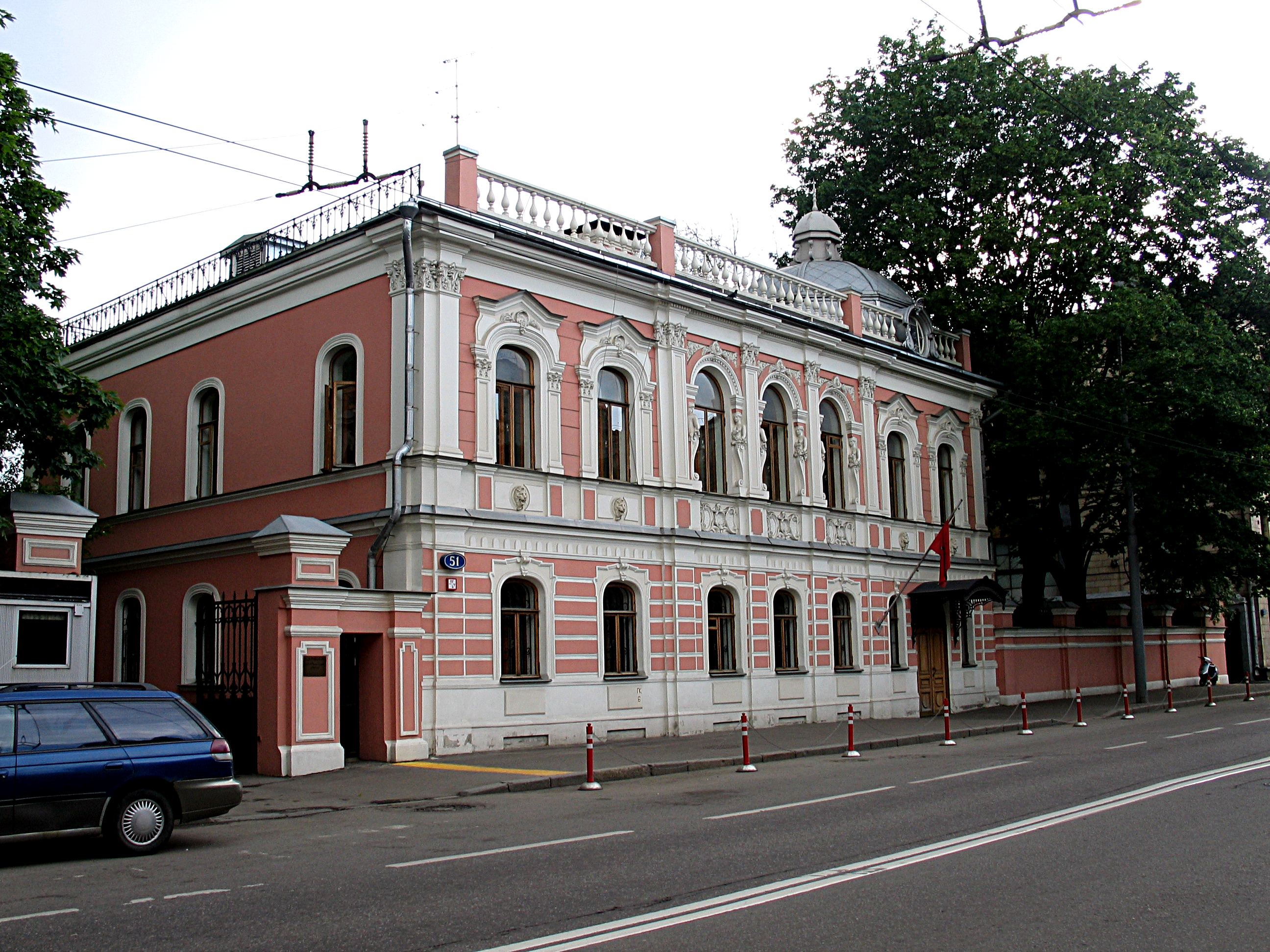
Marokkanische Botschaft in Moskau

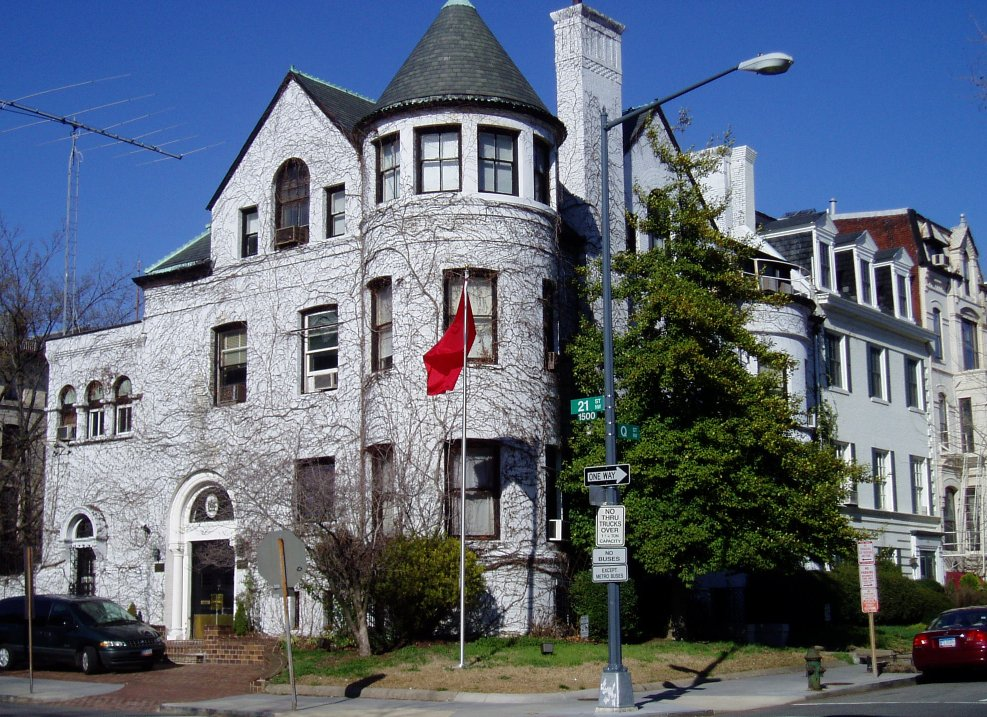
Marokkanische Botschaft in Washington, D.C.

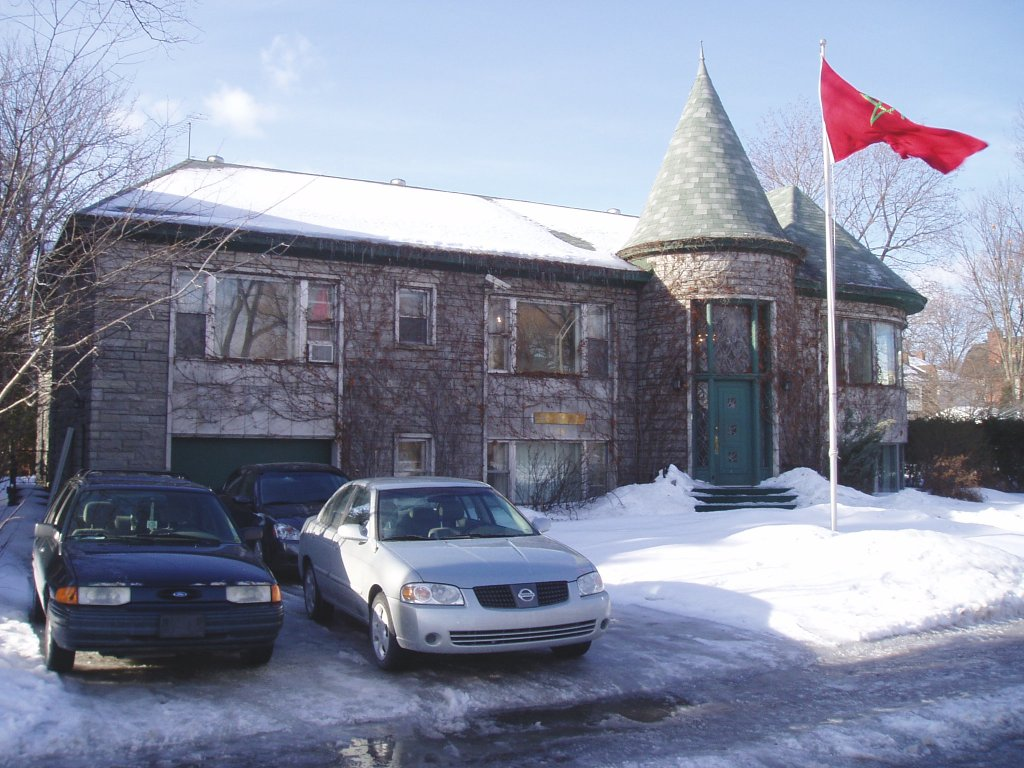
Marokkanische Botschaft in Ottawa

### Afrika
| - Ägypten: Kairo, Botschaft - Angola: Luanda, Botschaft - Äquatorialguinea: Malabo, Botschaft - Äthiopien: Addis Abeba, Botschaft - Benin: Cotonou, Botschaft - Burkina Faso: Ouagadougou, Botschaft - Burundi: Bujumbura, Botschaft - Demokratische Republik Kongo: Kinshasa, Botschaft - Dschibuti: Dschibuti-Stadt, Botschaft - Elfenbeinküste: Abidjan, Botschaft - Gabun: Libreville, Botschaft - Ghana: Accra, Botschaft - Guinea: Conakry, Botschaft - Guinea-Bissau: Bissau, Botschaft - Kamerun: Jaunde, Botschaft - Kenia: Nairobi, Botschaft | - Libyen: Tripolis, Botschaft - Libyen: Bengasi, Generalkonsulat - Madagaskar: Antananarivo, Botschaft - Malawi: Lilongwe, Botschaft - Mali: Bamako, Botschaft - Mauretanien: Nouakchott, Botschaft - Mauretanien: Nouadhibou, Generalkonsulat - Niger: Niamey, Botschaft - Nigeria: Abuja, Botschaft - Ruanda: Kigali, Botschaft - Senegal: Dakar, Botschaft - Südafrika: Pretoria, Botschaft - Sudan: Khartum, Botschaft - Tschad: N’Djamena, Botschaft - Tunesien: Tunis, Botschaft - Zentralafrikanische Republik: Bangui, Botschaft |

### Asien
| - Aserbaidschan: Baku, Botschaft - Bahrain: Manama, Botschaft - Bangladesch: Dhaka, Botschaft - Volksrepublik China: Peking, Botschaft - Indien: Neu-Delhi, Botschaft - Indonesien: Jakarta, Botschaft - Iran: Teheran, Botschaft - Irak: Bagdad, Botschaft - Israel: Tel Aviv, Botschaft - Japan: Tokio, Botschaft - Jemen: Sanaa, Botschaft - Jordanien: Amman, Botschaft - Katar: Doha, Botschaft - Kuwait: Kuwait, Botschaft - Libanon: Beirut, Botschaft | - Malaysia: Kuala Lumpur, Botschaft - Oman: Maskat, Botschaft - Pakistan: Islamabad, Botschaft - Palestina: Ramallah, Vertretung - Palestina: Gaza, Vertretung - Saudi-Arabien: Riad, Botschaft - Saudi-Arabien: Dschidda, Generalkonsulat - Südkorea: Seoul, Botschaft - Syrien: Damaskus, Botschaft - Thailand: Bangkok, Botschaft - Vereinigte Arabische Emirate: Abu Dhabi, Botschaft - Vereinigte Arabische Emirate: Dubai, Konsulat - Vietnam: Hanoi, Botschaft |

### Australien und Ozeanien
- Australien: Canberra, Botschaft

### Europa
| - Belgien: Brüssel, Botschaft - Belgien: Antwerpen, Generalkonsulat - Belgien: Lüttich, Generalkonsulat - Bulgarien: Sofia, Botschaft - Dänemark: Kopenhagen, Botschaft - Deutschland: Berlin, Botschaft - Deutschland: Düsseldorf, Generalkonsulat - Deutschland: Frankfurt, Generalkonsulat - Finnland: Helsinki, Botschaft - Frankreich: Paris, Botschaft - Frankreich: Bastia, Generalkonsulat - Frankreich: Bordeaux, Generalkonsulat - Frankreich: Colombes, Generalkonsulat - Frankreich: Dijon, Generalkonsulat - Frankreich: Lyon, Generalkonsulat - Frankreich: Lille, Generalkonsulat - Frankreich: Marseille, Generalkonsulat - Frankreich: Montpellier, Generalkonsulat - Frankreich: Orléans, Generalkonsulat - Frankreich: Orly, Generalkonsulat - Frankreich: Pontoise, Generalkonsulat - Frankreich: Rennes, Generalkonsulat - Frankreich: Straßburg, Generalkonsulat - Frankreich: Toulouse, Generalkonsulat - Frankreich: Villemomble, Generalkonsulat - Griechenland: Athen, Botschaft - Irland: Dublin, Botschaft - Italien: Rom, Botschaft - Italien: Bologna, Generalkonsulat - Italien: Mailand, Generalkonsulat - Italien: Palermo, Generalkonsulat - Italien: Turin, Generalkonsulat | - Kroatien: Zagreb, Botschaft - Niederlande: Den Haag, Botschaft - Niederlande: Amsterdam, Generalkonsulat - Niederlande: ’s-Hertogenbosch, Generalkonsulat - Niederlande: Rotterdam, Generalkonsulat - Niederlande: Utrecht, Generalkonsulat - Norwegen: Oslo, Botschaft - Österreich: Wien, Botschaft - Polen: Warschau, Botschaft - Portugal: Lissabon, Botschaft - Rumänien: Bukarest, Botschaft - Russland: Moskau, Botschaft - Schweden: Stockholm, Botschaft - Schweiz: Bern, Botschaft - Serbien: Belgrad, Botschaft - Spanien: Madrid, Botschaft - Spanien: Algeciras, Generalkonsulat - Spanien: Almería, Generalkonsulat - Spanien: Barcelona, Generalkonsulat - Spanien: Bilbao, Generalkonsulat - Spanien: Las Palmas de Gran Canaria, Generalkonsulat - Spanien: Oviedo, Generalkonsulat - Spanien: Sevilla, Generalkonsulat - Spanien: Tarragona, Generalkonsulat - Spanien: Valencia, Generalkonsulat - Tschechien: Prag, Botschaft - Türkei: Ankara, Botschaft - Türkei: Istanbul, Generalkonsulat - Ukraine: Kiew, Botschaft - Ungarn: Budapest, Botschaft - Vereinigtes Königreich: London, Botschaft |

### Nordamerika
| - Dominikanische Republik: Santo Domingo, Botschaft - Guatemala: Guatemala-Stadt, Botschaft - El Salvador: San Salvador, Botschaft - Kanada: Ottawa, Botschaft - Kanada: Montreal, Generalkonsulat - Kanada: Toronto, Generalkonsulat | - Kuba: Havanna, Botschaft - Mexiko: Mexiko-Stadt, Botschaft - Panama: Panama-Stadt, Botschaft - St. Lucia: Castries, Botschaft - Vereinigte Staaten: Washington, D.C., Botschaft - Vereinigte Staaten: New York, Generalkonsulat |

### Südamerika
| - Argentinien: Buenos Aires, Botschaft - Brasilien: Brasília, Botschaft - Chile: Santiago de Chile, Botschaft | - Kolumbien: Bogotá, Botschaft - Paraguay: Asunción, Botschaft - Peru: Lima, Botschaft |

## Vertretungen bei internationalen Organisationen
- Europäische Union: Brüssel, Ständige Mission
- Vereinte Nationen: New York, Ständige Vertretung
- Vereinte Nationen: Genf, Ständige Vertretung
- Arabische Liga: Kairo, Ständige Vertretung